# (73269) 2002 JS50
(73269) 2002 JS50 – planetoida z pasa głównego asteroid okrążająca Słońce w ciągu 4,44 lat w średniej odległości 2,7 j.a. Odkryta 9 maja 2002 roku.